# Энрикес, Андрула
Андрула Христофиду Энрикес (род. XX век) — кипрская активистка, выступающая против торговли людьми.

## Жизнь
Андрула создала собственную сеть по борьбе с торговлей людьми, Cyprus Stop Trafficking. Она была президентом организации с 2012 года до ухода в отставку в 2018 году. Также лоббировала правительство Кипра, чтобы остановить торговлю людьми. Её сеть в 2008 году организовала конференцию по борьбе с торговлей людьми на Кипре, в которой приняли участие спикеры из США и ЕС, а также представители Национальной полиции, Палаты представителей, Генеральной прокуратуры, турко-кипрской общины, нескольких неправительственных организаций и журналисты. Она также помогала женщинам, ставшим жертвами торговли людьми, позволяя им оставаться в своём доме, пока они готовились давать показания в суде против тех, кто держал их в качестве секс-рабынь.
В 2010 году она получила Международную женскую награду за отвагу. В 2012 году посол Франции на Кипре Жан-Люк Флоран присвоил ей звание кавалера Национального ордена «За заслуги».